# Disastro di Torre Annunziata
Il disastro di Torre Annunziata fu un evento avvenuto in pieno dopoguerra, il 21 gennaio 1946, nella stazione ferroviaria situata all'interno del porto cittadino.
La sciagura venne provocata dall'esplosione di un convoglio ferroviario alleato formato da 27 carri scoperti, il cui carico era una vera e propria santabarbara, costituita da cassette di tritolo e da bombe d’aeroplano.

## I fatti
Il treno aveva fatto il suo ingresso nella stazione marittima il giorno precedente la tragedia, con al seguito il personale militare di scorta. Il giorno 21, verso le 18 circa, una deflagrazione fortissima scosse la città; ad essa ne fece seguito una seconda una decina di minuti dopo. L'energia elettrica saltò e molte abitazioni del quartiere furono rase al suolo. Verso le 19.15 una terza esplosione, più violenta delle precedenti, fece sobbalzare l'intera città, radendo al suolo tutte le abitazioni del quartiere dei pescatori e la maggior parte di quelle che erano dislocate nella zona del porto.

## Le ipotesi
Le autorità italiane, a seguito di un incidente avvenuto qualche giorno prima, obbligarono le autorità alleate ad adottare opportune misure di sicurezza per evitare ogni inconveniente. Fu disposto che una squadra di pompieri americani seguisse fino al termine le operazioni di scarico. Ma la squadra intorno alle 16 andò via, lasciando l'intero convoglio completamente incustodito. Due finanzieri, in seguito, dichiararono che intorno alle 18 avevano visto un razzo Very, di quelli usati per le segnalazioni, nel cielo sopra il convoglio. Il razzo ricadde sul telone di uno dei carri, la cui tela catramata prese fuoco e l'incendio provocò l'esplosione dei primi vagoni; di conseguenza le esplosioni furono a catena. L'onda d'urto, oltre ad abbattere i caseggiati della zona portuale, frantumò i vetri e scardinò gli infissi in buona parte della città; inoltre i 12 vagoni di coda si staccarono dal convoglio e per inerzia arrivarono fino alla stazione di Torre Annunziata Centrale distante quasi 2 km.

## I soccorsi e i danni
Dopo la prima deflagrazione i primi ad accorrere furono i pompieri di Torre con a capo l'ingegnere Della Corte, ma poterono fare ben poco. Infatti dopo le 19 ci fu lo scoppio di varie tonnellate di esplosivo che sconquassarono quanto era rimasto ancora in piedi, sia in termini di infrastrutture che di vite umane. L'allora sindaco Nicola Medici dopo la prima esplosione ebbe la prontezza di mettersi in comunicazione con la Prefettura e i Vigili del Fuoco di Napoli per dare l'allarme. Infatti la seconda detonazione tranciò anche i cavi telefonici e la città restò totalmente isolata. Un'opera encomiabile fu svolta dai medici del locale ospedale che, con i pochi mezzi disponibili (era appena finita la guerra), si ritrovarono ad assistere centinaia di feriti.
Nella struttura venne allestita anche una camera ardente per le decine di morti che qui furono trasportati. Fortunatamente le esplosioni si susseguirono in modo intervallato, permettendo alla popolazione di allontanarsi verso le pendici del Vesuvio. Inoltre il trincerone ferroviario della linea Napoli-Salerno, che è perfettamente parallelo alla litoranea, attutì di molto lo spostamento d'aria. Nella zona affluirono tutte le ambulanze del circondario vesuviano, comprese quelle delle truppe statunitensi.
L'antico borgo marinaro, cioè il nucleo originario costituitosi nel 1319, fu completamente distrutto. La chiesa dell’Annunziata riportò danni ingenti. Si temette per la sorte della sacra icona della Madonna della Neve, patrona di Torre, lì custodita, ma la cappella a lei dedicata restò miracolosamente indenne. Via Castello e il corso Vittorio Emanuele furono totalmente dissestati e fu danneggiato anche il carcere, da cui evasero diversi detenuti, tanto che si temette per possibili atti di sciacallaggio. I danni, da una prima stima del Genio Civile, ammontavano a un miliardo e mezzo di lire. I senzatetto furono oltre diecimila e le abitazioni distrutte oltre quattromila. Le vittime furono 54 e i feriti medicati presso l'ospedale oltre cinquecento, calcolati per difetto.

## Le autorità e la solidarietà
Una delle prime autorità intervenute fu l'ammiraglio Oliva, che fece una iniziale stima dei danni subiti dalle infrastrutture portuali e un resoconto dei primi interventi da effettuare, come ad esempio il recupero di parte delle seimila tonnellate di grano stoccate nei magazzini generali, lo sgombero di alcuni carri rimasti intatti e il ripristino delle banchine. Raccolse tra l'altro la testimonianza dei due finanzieri.
Tra gli altri intervennero diversi parlamentari, il sindaco di Napoli, il sottosegretario alla Marina, e un generale degli Alleati. Il Governo De Gasperi stanziò in pochi giorni sette milioni di lire per i soccorsi, mentre il ministro dell'Industria Giovanni Gronchi approvvigionò 20.000 metri quadri di lastre di vetro e carburante per i mezzi di soccorso.
Furono distribuite 16.000 razioni di viveri, più che raddoppiate nel giro di qualche giorno. I senzatetto furono accolti nei comuni confinanti e gli orfani presso una struttura di Aversa. Gli Alleati montarono una cucina da campo e trecento tende riscaldate. La UNRRA provvide a far distribuire generi di conforto, medicinali, coperte, vestiti, letti ecc. La Federconsorzi provvide a recuperare parte del grano stoccato nei Magazzini Generali distrutti dallo scoppio. Il Servizio di sanità militare mise a disposizione il proprio personale per dare man forte ai medici dell'ospedale. Dopo tre giorni fu ripristinata la fornitura di acqua potabile. La Curia di Nola e quella di Napoli allestirono una mensa per seicento persone in via Murat.
Per la ricostruzione il Governo stanziò un miliardo di lire, mentre l'ILVA con mille suoi operai risistemò l'ospedale cittadino. L'energia elettrica fu riallacciata dopo sette giorni. Il 30 gennaio vennero in visita alla città la Principessa di Piemonte, il delegato prefettizio Mario Palermo e il presidente della Croce Rossa Italiana Umberto Zanotti Bianco, i quali donarono un'infermeria attrezzata di tutto punto. A distanza di due giorni ci fu la visita del ministro dell'Interno Giuseppe Romita, che fece stanziare ulteriori fondi per dieci milioni di lire. Infine allo Stadio Collana di Napoli fu organizzata un'amichevole di calcio tra le squadre di Gladiator e Napoli, una gara ciclistica e una di atletica, con incasso a favore dei sinistrati.

## Le vittime

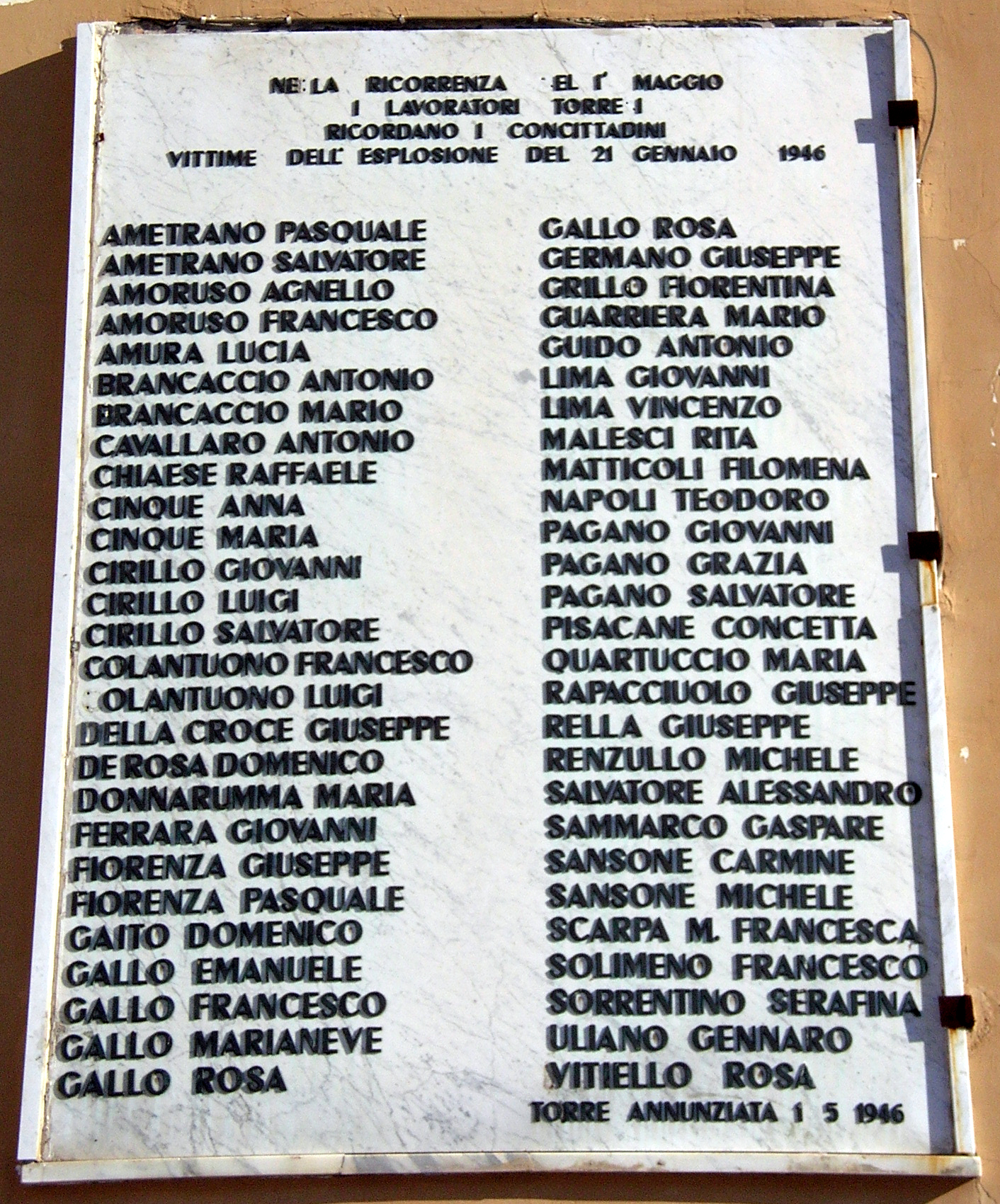
Lapide commemorativa

Le vittime furono 54. Il 1º maggio 1946 i lavoratori di Torre Annunziata fecero murare una lapide in loro memoria, affissa sulla facciata della basilica Ave Gratia Plena.

Di seguito i nominativi delle vittime:
- Ametrano Pasquale
- Ametrano Salvatore
- Amoruso Agnello
- Amoruso Francesco
- Amura Lucia
- Brancaccio Antonio
- Brancaccio Mario
- Cavallaro Antonio
- Chiaese Raffaele
- Cinque Anna
- Cinque Maria
- Cirillo Giovanni
- Cirillo Luigi
- Cirillo Salvatore
- Colantuono Francesco
- Colantuono Luigi
- Della Croce Giuseppe
- De Rosa Domenico
- Donnarumma Maria
- Ferrara Giovanni
- Fiorenza Giuseppe
- Fiorenza Pasquale
- Gaito Domenico
- Gallo Emanuele
- Gallo Francesco
- Gallo Marianeve
- Gallo Rosa
- Gallo Rosa
- Germano Giuseppe
- Grillo Fiorentina
- Guarriera Mario
- Guido Antonio
- Lima Giovanni
- Lima Vincenzo
- Malesci Rita
- Matticoli Filomena
- Napoli Teodoro
- Pagano Giovanni
- Pagano Grazia
- Pagano Salvatore
- Pisacane Concetta
- Quartuccio Maria
- Rapacciuolo Giuseppe
- Rella Giuseppe
- Renzullo Michele
- Salvatore Alessandro
- Sammarco Gaspare
- Sansone Carmine
- Sansone Michele
- Scarpa Maria Francesca
- Solimeno Francesco
- Sorrentino Serafina
- Uliano Gennaro
- Vitiello Rosa